# Sphaerodactylus darlingtoni
Espèce
Synonymes
- Sphaerodactylus noblei Shreve, 1968

Sphaerodactylus darlingtoni est une espèce de geckos de la famille des Sphaerodactylidae.

## Répartition
Cette espèce est endémique de République dominicaine.

## Liste des sous-espèces
Selon The Reptile Database (18 juin 2012) :
- Sphaerodactylus darlingtoni bobilini Thomas & Schwartz, 1983
- Sphaerodactylus darlingtoni darlingtoni Shreve, 1968
- Sphaerodactylus darlingtoni mekistus Thomas & Schwartz, 1983
- Sphaerodactylus darlingtoni noblei Shreve, 1968

## Étymologie
Cette espèce est nommée en l'honneur de Philip Jackson Darlington Jr. (1904–1983).

## Publications originales
- Shreve, 1968 : The notatus group of Sphaerodactylus (Sauria, Gekkonidae) in Hispaniola. Breviora, n. 280, p. 1-28 (texte intégral).
- Thomas & Schwartz, 1983 : Part 2. Sphaerodactylus savagei, S. cochranae, S. darlingtoni, S. armstrongi, S. streptophorus, and conclusions, p. 31-60 in Schwartz & Thomas, 1983 : The difficilis complex of Sphaerodactylus (Sauria, Gekkonidae) of Hispaniola. Bulletin of Carnegie Museum of Natural History, vol. 22, p. 1-60.